# Koenigsegg CCX
Pour les articles homonymes, voir CCX.
La Koenigsegg CCX est une supercar produite par Koenigsegg, en Suède, sous forme de roadster ou de coupé. Elle est dotée d'un moteur en position centrale arrière. Le modèle a été remanié pour pouvoir satisfaire aux exigences américaines.

## Description

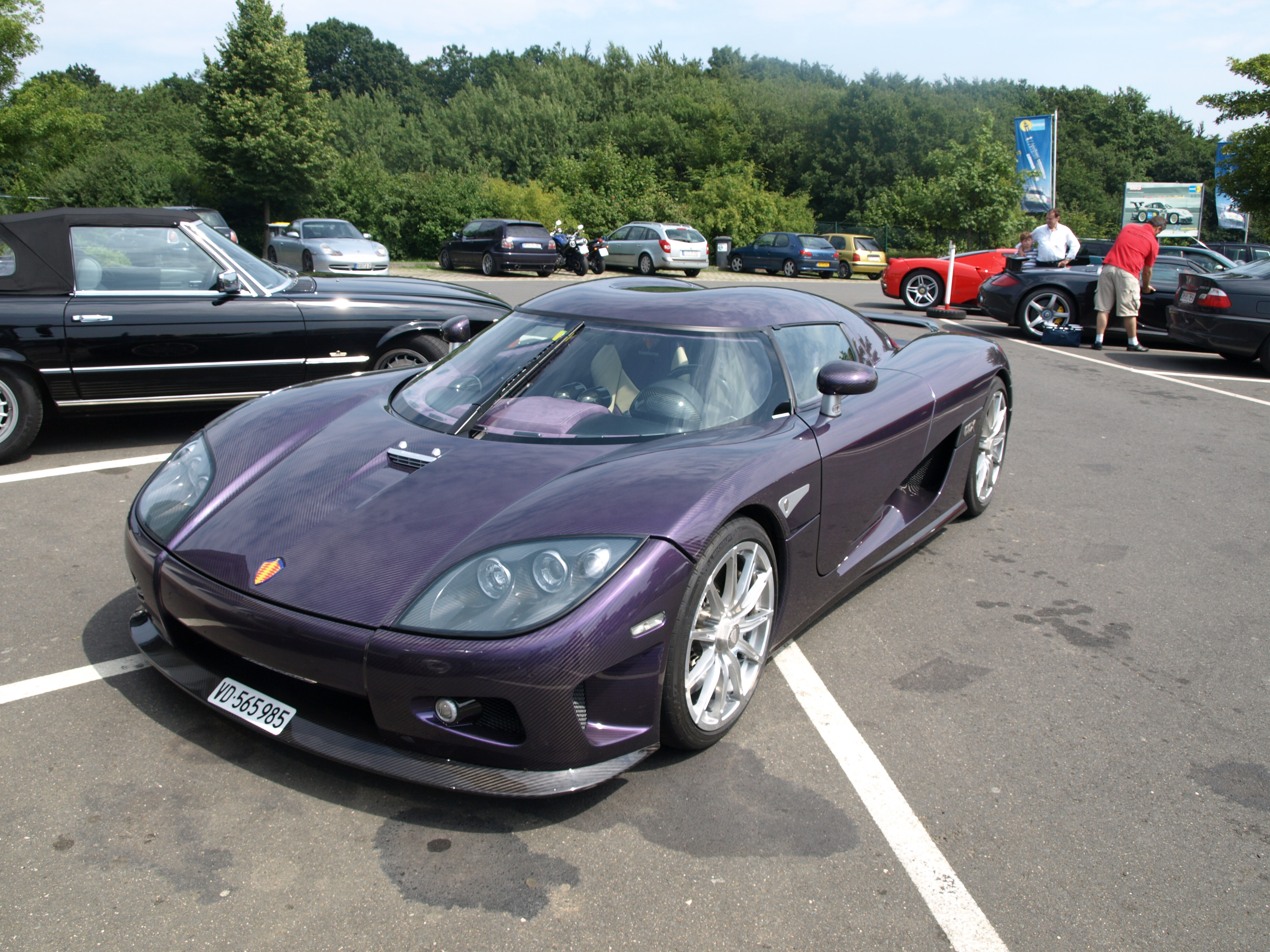
Koenigsegg CCX vue de face.

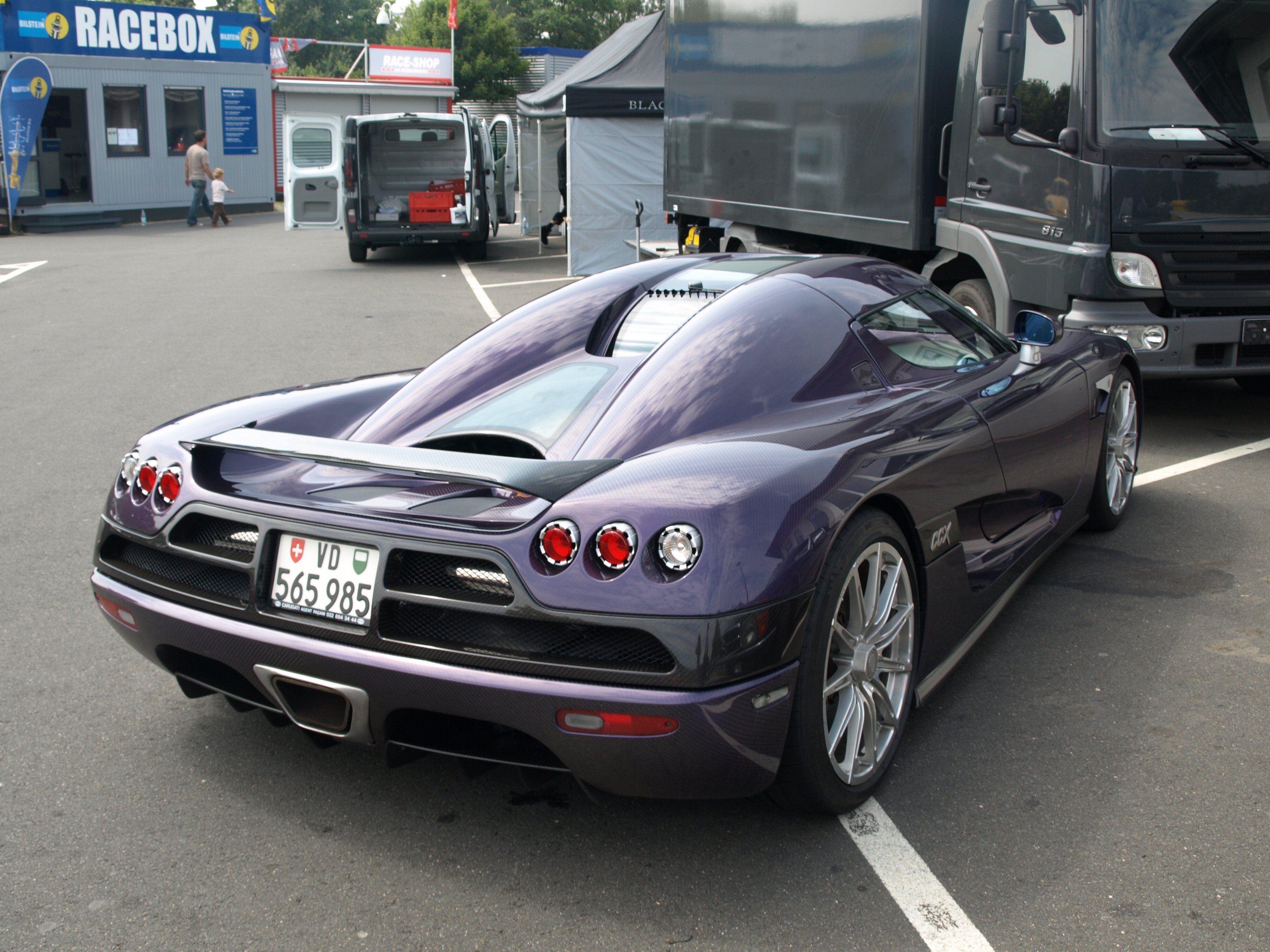
Vue arrière.

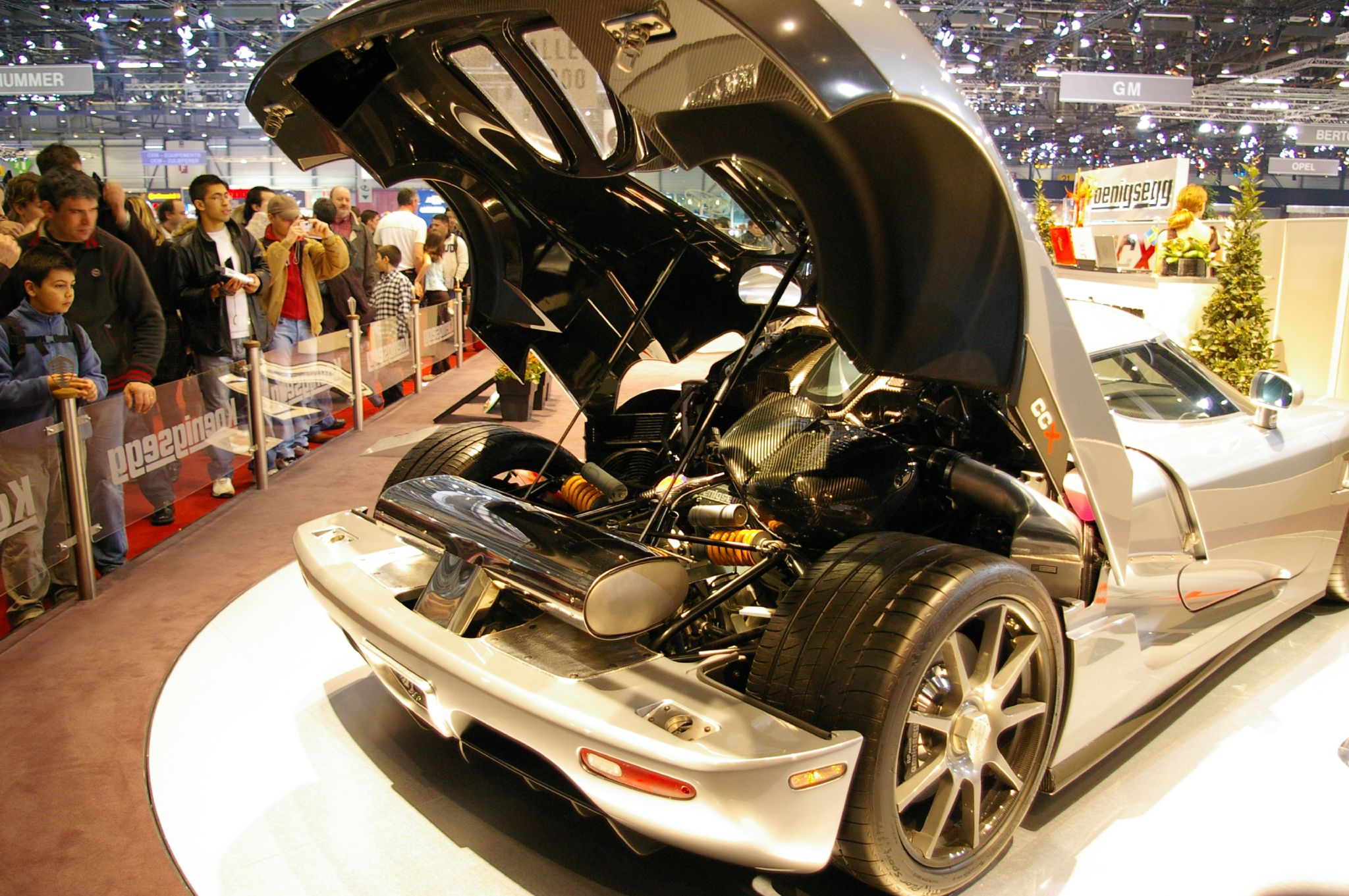
Vue du moteur.

La Koenigsegg CCX existe sous les carrosseries roadster ou coupé. Elle est dotée d'un moteur en position centrale arrière. Le modèle a été remanié pour pouvoir satisfaire aux exigences américaines.
Le châssis de la CCX est constitué de fibre de carbone renforcé par l'aluminium et le kevlar, structure similaire à celle des modèles précédent de la marque. La CCX utilise une boîte manuelle à 6 rapports, un différentiel à glissement limité et des freins en carbone-céramique.
Une seconde version, la Koenigsegg CCXR, fonctionne au bioéthanol et développe 1 018 ch lorsqu'elle fonctionne avec cette énergie.
La Koenigsegg CCGT est la version de compétition de ce modèle.

## Performance
La Koenigsegg CCX est propulsée par un moteur V8 de 4.7L de cylindrée, suralimenté par deux compresseurs qui donnent une puissance maximale de 806 ch et un couple maximal de 920 N m. La CCX peut accélérer de 0 à 100 km/h en 3.2 s, de 0 à 200 km/h en 9.8 s et atteindre 395 km/h en vitesse de pointe. C'est le premier moteur de la firme suédoise réalisé spécifiquement pour un modèle, délaissant le moteur Ford des modèles précédents. 